# روبرت دوغلاس (سياسي)
روبرت دوغلاس (بالإنجليزية: Robert Douglas)‏ هو سياسي نيوزلندي، ولد في 19 يوليو 1837، وتوفي في 28 فبراير 1884. انتخب عضو مجلس النواب النيوزيلندي.